# Wilhelm Ostwald
Wilhelm Friedrich Ostwald (tiếng Latvia: Vilhelms Ostvalds) (1853-1932) là nhà hóa học người Đức gốc Baltic. Ông là viện sĩ của Viện hàn lâm Khoa học Leopoldina. Ngoài ra, ông cũng học tập và làm việc chủ yếu tại Đại học Dorpat của Đức. Ông là người nhận Giải Nobel Hóa học năm 1909 nhờ việc nghiên cứu về các chất xúc tác, về cân bằng hóa học và vận tốc phản ứng hóa học. Ông trở thành nhà hóa học có hai quốc tịch thứ hai trên thế giới sau Ernest Rutherford nhận giải Nobel Hóa học.